# 上北温泉郷
上北温泉郷（かみきたおんせんきょう）は、青森県上北郡東北町（旧国陸奥国）にある温泉郷。旧上北町域に源泉が18箇所存在する。

## 泉質
- 単純温泉　
  - 源泉温度47℃

## 温泉街
- 姉戸川温泉 - アルカリ性のぬる湯が特徴[1]。
- 八甲温泉 - 黒っぽい湯とラジウムが特徴で、宿泊可能[1]。
- 玉勝温泉 - 上北町駅から徒歩約1分のラドン温泉[1]。
- さくら温泉 - サウナや電気風呂を有し、宿泊可能[1]。
- 温泉旅館水明[1]
- 温泉旅館松園[1]

## アクセス
- 青い森鉄道線上北町駅・小川原駅周辺。

## 周辺
- 小川原湖
- 道の駅おがわら湖